# Fort pancerny pomocniczy 43a „Podchruście”
Fort 43a Podchruście – jeden z fortów Twierdzy Kraków. Powstał w latach 1896–1902. Leżał w IV sektorze obronnym Twierdzy Kraków. Bronił podejścia do miasta od strony północno-zachodniej, między dolinami Rudawy i Prądnika. Aktywnie współpracował ze wszystkimi fortami z IV sektora obronnego. Dodatkowo Fort wspomagały baterie artyleryjskie, zapewniające daleką obronę przedpola:
- FB IV-1,
- FB IV-2,
- FB IV-3,
- FB IV-4.

Obecnie fort jest w znacznym stopniu zdewastowany, dobrze zachowały się tylko wały ziemne. W gorszym stopniu zachowane są ostróg bramy i dziedziniec. Koszary szyjowe zostały rozebrane. Od kilkudziesięciu lat fort 43a Podchruście wraz z fortem 43 Pasternik jest zajmowany przez wojsko. Do ok. 2002 roku drogą rokadową między tymi fortami, a obecnie ul. Margaretek przebiegał Szlak Twierdzy Kraków, jednak później trasa została zmieniona i szlak omija te forty. Fort znajduje się ok. 400 m od Traktu Olkuskiego.